# Alcira de la Peña
Alcira de la Peña (Buenos Aires, Argentina, 9 de noviembre de 1911 - 15 de marzo de 1998, ib.) fue una médica y dirigente política argentina. Llegó a ser una importante figura dentro del comunismo argentino y del movimiento de los derechos humanos.

## Primeros años
Era hija de inmigrantes, su padre fue el productor cerealero español Manuel de la Peña y su madre, proveniente de una familia de masones franceses, era Agustina Montrejeau. Tenía 7 hermanos y en 1918 la familia se trasladó a la ciudad de Salto pero quedó arruinada por la crisis de 1929, por lo cual quienes quisieran estudiar debieron trabajar para pagar sus estudios. Fue así que Alcira trabajó como empaquetadora en una fábrica de cigarrillos, como correctora de pruebas y como enfermera.

## Actividad política
Ingresó a la Facultad de Medicina de la Universidad de Buenos Aires donde conoció a Julio Rodríguez Celada que sería su compañero y la afilió en 1931 a la Federación Juvenil Comunista donde militaba, e integró el grupo de estudiantes comunistas Insurrexit.
Inicialmente Alcira de la Peña llevaba paquetes a los presos políticos y, luego, llegó al cargo de ocupar la Secretaría de la organización Socorro Rojo Internacional; debido a su militancia fue detenida y excluida de la UBA, por lo que, en 1938, prosiguió sus estudios en la Facultad de Ciencias Médicas de la Universidad Nacional de Córdoba, provincia a la que se había trasladado con motivo de la salud de su compañero y donde ocupó cargos directivos en el Partido Comunista local, y obtuvo en 1942 su título de médica cirujana.
En 1937 fue una de las fundadoras de la Liga Argentina por los Derechos del Hombre. Debido a la actividad política que no había interrumpido fue detenida en dos oportunidades en 1943 y, finalmente, fue deportada a Buenos Aires junto con diez presos políticos más y colocada bajo libertad vigilada. En 1944, fue detenida en La Plata y luego de pasar 15 días en los calabozos del sótano del Departamento de Policía, la trasladan a la Cárcel Correccional de Mujeres de Buenos Aires donde permanece seis meses.
Desde 1945 y hasta 1959, presidió la Comisión Femenina Nacional del Partido Comunista y, en los años siguientes, sufrió nuevas detenciones: en 1947, en 1949, en Entre Ríos, y luego en Chile a su regreso de Europa. En 1945, fue nombrada miembro del Comité Central del PCA y, en 1946, lo fue de la Comisión Ejecutiva.
Ante la imposibilidad de ejercer la medicina, decidió dedicarse de lleno a la política. En 1951, fue candidata a vicepresidenta por el Partido Comunista en tanto Rodolfo Ghioldi lo era a presidente. En 1954, en la elección especial para el cargo de vicepresidenta es postulada tal cual lo fue en 1951 y, en 1958, fue elegida concejal para el Concejo Deliberante de la ciudad de Buenos Aires junto a Luis Fiori, ambos por el Partido Comunista, ejerciendo su cargo durante cuatro años; junto con la socialista Josefina Marpons, también triunfante en esa elección, fueron las dos primeras mujeres en ocupar esos cargos. También desde esa banca reclamó por la libertad de los presos políticos –uno de los temas centrales de su actividad política a lo largo de los años- y obtuvo que el cuerpo aprobara declaraciones en ese sentido. En 1962, se incorporó en representación del país, a la redacción de la Revista Internacional, con sede en Praga.
En 1946, intervino en la fundación de la organización Unión de Mujeres de la Argentina junto a Fanny Edelman. Al año siguiente viajó a Moscú y Pekín para asistir a la reunión del Consejo Ejecutivo de la Federación Democrática Internacional de Mujeres y a una reunión de mujeres asiáticas, respectivamente. Fue representante del PCA en diversos congresos internacionales comunistas. En 1966, encabezó la delegación del partido en la Conferencia Intercontinental de La Habana en la cual rechazó la propuesta de los delegados cubanos de crear la OLAS, una entidad internacional que nuclearía las organizaciones armadas latinoamericanas. Al producirse los golpes de estado en Chile y en Uruguay realizó tareas de solidaridad con dichos países. En 1975 fue cofundadora de la Asamblea Permanente por los Derechos Humanos.
En 1982, fue detenida cuando se encontraba en el local del Comité Central del PCA en la Avenida Entre Ríos y procesada. Participó como delegada en septiembre de 1983 en el XV Congreso del PCA. Renunció a su cargo en Comité Central después que el XVI Congreso del partido realizado en noviembre de 1986 aprobó una autocrítica respecto de la línea partidaria de conciliación seguida respecto de la dictadura militar. Colaboró regularmente en las publicaciones del PCA, entre otras en Nueva Era, Nuestra Palabra y Orientación.
Alcira de la Peña falleció en Buenos Aires el 15 de marzo de 1998.
Como homenaje a su trayectoria llevan su nombre una calle de la ciudad de Salto y un barrio de la ciudad de Chacabuco.